# Ларс Фреландер
Ларс Фреландер  (швед. Lars Frölander, 26 травня 1974) — шведський плавець, олімпійський чемпіон.

## Виступи на Олімпіадах
| Олімпіада      | Дисципліна                            | Місце        |
| -------------- | ------------------------------------- | ------------ |
| Барселона 1992 | естафета 4 × 200 вільним стилем       | 2            |
| Атланта 1996   | плавання на 100 метрів вільним стилем | 17           |
| Атланта 1996   | естафета 4 × 100 вільним стилем       | 7            |
| Атланта 1996   | естафета 4 × 200 вільним стилем       | 2            |
| Атланта 1996   | плавання на 100 метрів, батерфляй     | 19           |
| Сідней 2000    | плавання на 100 метрів вільним стилем | 6            |
| Сідней 2000    | естафета 4 × 100 вільним стилем       | 6            |
| Сідней 2000    | плавання на 100 метрів, батерфляй     | 1            |
| Афіни 2004     | естафета 4 × 100 вільним стилем       | участь, к1/2 |
| Пекін 2008     | естафета 4 × 100 вільним стилем       | 5            |
| Пекін 2008     | плавання на 100 метрів, батерфляй     | 18           |
| Пекін 2008     | комплексна естафета 4 × 100           | 11           |
| Лондон 2012    | плавання на 100 метрів, батерфляй     | 21           |

## Зовнішні посилання
- Досьє на sport.references.com [[https://web.archive.org/web/20130616004820/http://www.sports-reference.com/olympics/athletes/fr/lars-

frolander-1.html Архівовано] 16 червня 2013 у Wayback Machine.]